# Pfarrkirche Mariä Himmelfahrt (Domat/Ems)

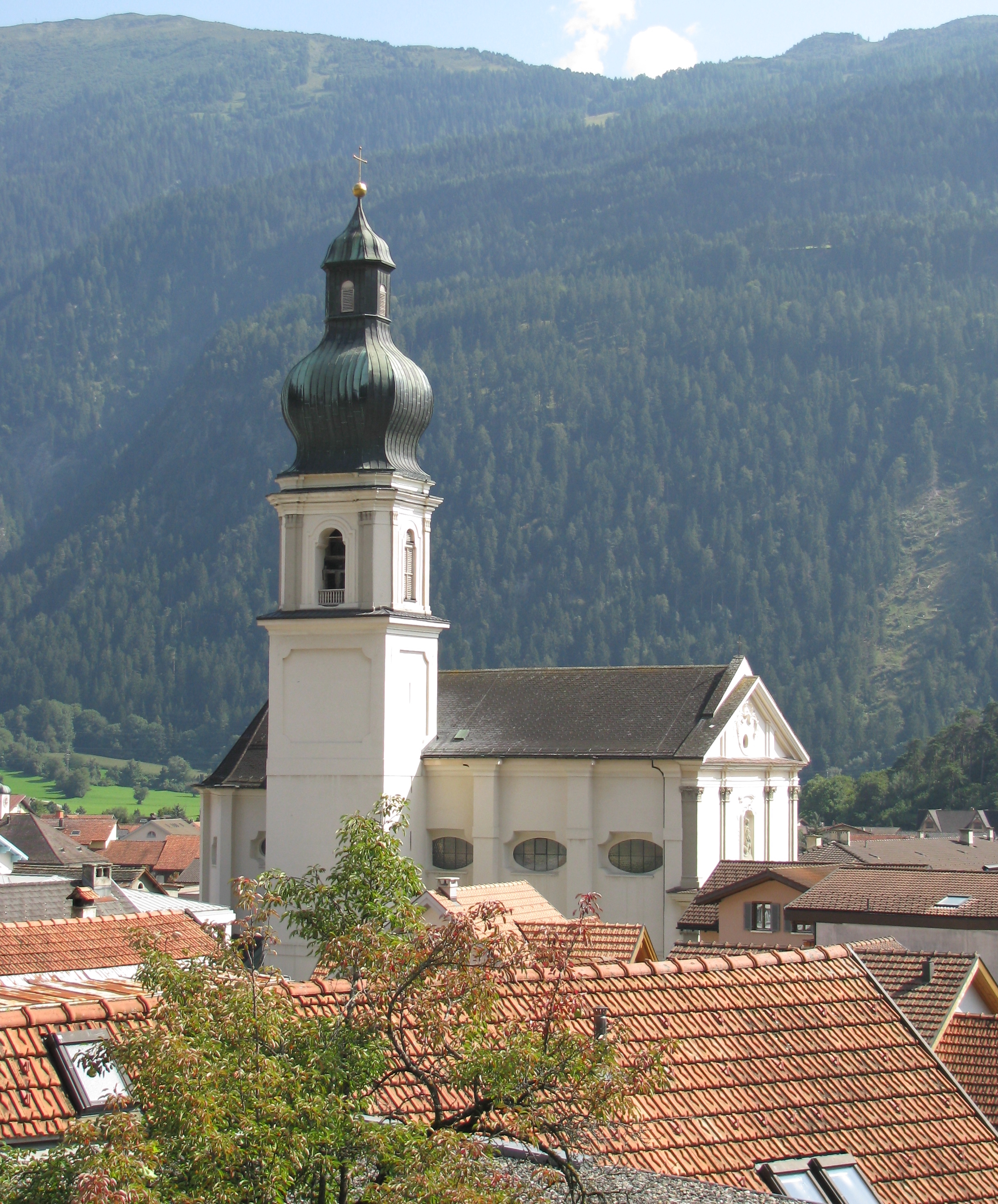
Kath. Pfarrkirche von Domat/Ems

Die Pfarrkirche Mariä Himmelfahrt (erbaut 1730–1739) ist die katholische Hauptkirche in der Gemeinde Domat/Ems (Kanton Graubünden) in der Schweiz. Sie steht unter kantonalem Denkmalschutz. 

## Geschichte
Zu Beginn des 18. Jh. gab es immer wieder Pläne, innerhalb des Dorfes eine Kirche zu bauen, um der wachsenden Zahl von Einwohnern Rechnung zu tragen. Dank der Stiftung der Margarethe Federspiel konnte der Neubau inmitten des Dorfes erstellt werden. Am 15. Mai 1730 erfolgte die Grundsteinlegung. Am 3. Mai 1739 wurde die Kirche von Bischof Josef Benedikt von Rost zu Ehren Mariä Empfängnis und der hl. Magdalena geweiht. Als Baumeister wirkte Johann Baptist Berna, der aus der Lombardei stammte.
Die zentrale Lage des Kirchenbaus im dichtbebauten Ortskern hatte auch Nachteile: Die Brandkatastrophen von 1776 und 1800 vernichteten grosse Teile der Kirchenausstattung. Im Jahr 1821 wurde an Mariä Himmelfahrt (15. August) das Patrozinium der Kirche zu Ehren des hohen Festtages umbenannt. Auch die Brände von 1870 und 1903 zerstörten die Innenausstattung der Kirche und veränderten so das Erscheinungsbild. Es erfolgten in den Jahren 1903, 1954 und 1991 weitere Innenrenovationen.

## Äusseres
Der stattliche Barockbau mit seinem markanten Turm ist von weither sichtbar. Die Turmhöhe bis zur Kreuzspitze beträgt 56 Meter. Die markante westliche Giebelfassade ist auf die Hauptstrasse hin orientiert. Sie wird von vier Pilastern gegliedert. Über der Eingangshalle befindet sich in einer zugemauerten Fensternische eine Skulptur des Guten Hirten, welche vom einheimischen Bildhauer Hans Antoni Willi geschaffen wurde. 

## Inneres
Die vierjochige Kirche wird hier durch zwölf Pilaster und ein durchgehendes Kranzgesims gegliedert. Der eingezogene Chor führt die Langhausgliederung fort. Die ganze Baugliederung im Innenraum wird durch malerische Mittel verstärkt und akzentuiert.
Die vier Deckengemälde zeigen Opferszenen aus dem Alten und Neuen Testament. Das Deckengemälde im Chor setzt das Thema «Opfer» mit der Abendmahlszene fort. Das Deckenfresko des Heiligen Abendmahles wurde vom Maler Mathias Jehle gefertigt.
Der glanzvolle Aufbau des Hochaltars von 1903 ist ganz im Stil der Neurenaissance gehalten. Hinter dem tempelartigen Tabernakel ist eine grosse Altarwand ersichtlich. Im zentralen Triumphbogen des Altars ist ein Relief mit der Himmelfahrt Mariens dargestellt. Der Hochaltar wie auch die Seitenaltäre und die Kanzel stammen aus der Ravensburger Werkstatt von Theodor Schnell dem Jüngeren (1870–1938).

## Glocken
Im Kirchturm hängt ein vierteiliges Geläut. 
| Nr. | Name                            | Schlagton | Gewicht | Durchmesser | Giesser                    | Jahr | Inschrift |
| --- | ------------------------------- | --------- | ------- | ----------- | -------------------------- | ---- | --- |
| 1   | Florinus- und Luzius-Glocke     | es’       | 1220 kg | 1300 mm     | Gebr. Grassmayr, Feldkirch | 1805 | *COELUM ADORO, SANCTOS INVICO, VIVOS CLAMO, DEFUNCTOS DEPLORO* [«Die Himmel bete ich an, die Heiligen rufe ich an, die Lebenden rufe ich herbei, die Verstorbenen beklage ich»] |
| 2   | Maria Magdalena-Glocke          | f’        | 880 kg  | 1145 mm     | Gebr. Grassmayr, Feldkirch | 1805 | *PER INTERCESSIONEM S. MARIA MAGDALENAE LIBERA NOS DOMINE* [«Durch die Fürsprache der heiligen Maria Magdalena befreie uns, Herr»]                                              |
| 3   | Marien-Glocke                   | g’        | 550 kg  | 970 mm      | Gebr. Grassmayr, Feldkirch | 1811 | *REGINA S.S. ROSARII ORA PRO NOBIS* [«Rosenkranz-Königin, bitte für uns»] |
| 4   | Sebastians- und Michaels-Glocke | c’’       | 270 kg  | 770 mm      | Gebr. Grassmayr, Feldkirch | 1804 | *A FAME, PESTE ET BELLO CUSTODI NOS DOMINE* [«Vor Hunger, Pest und Krieg beschütze uns, Herr»]                                                                                  |

## In der Nähe

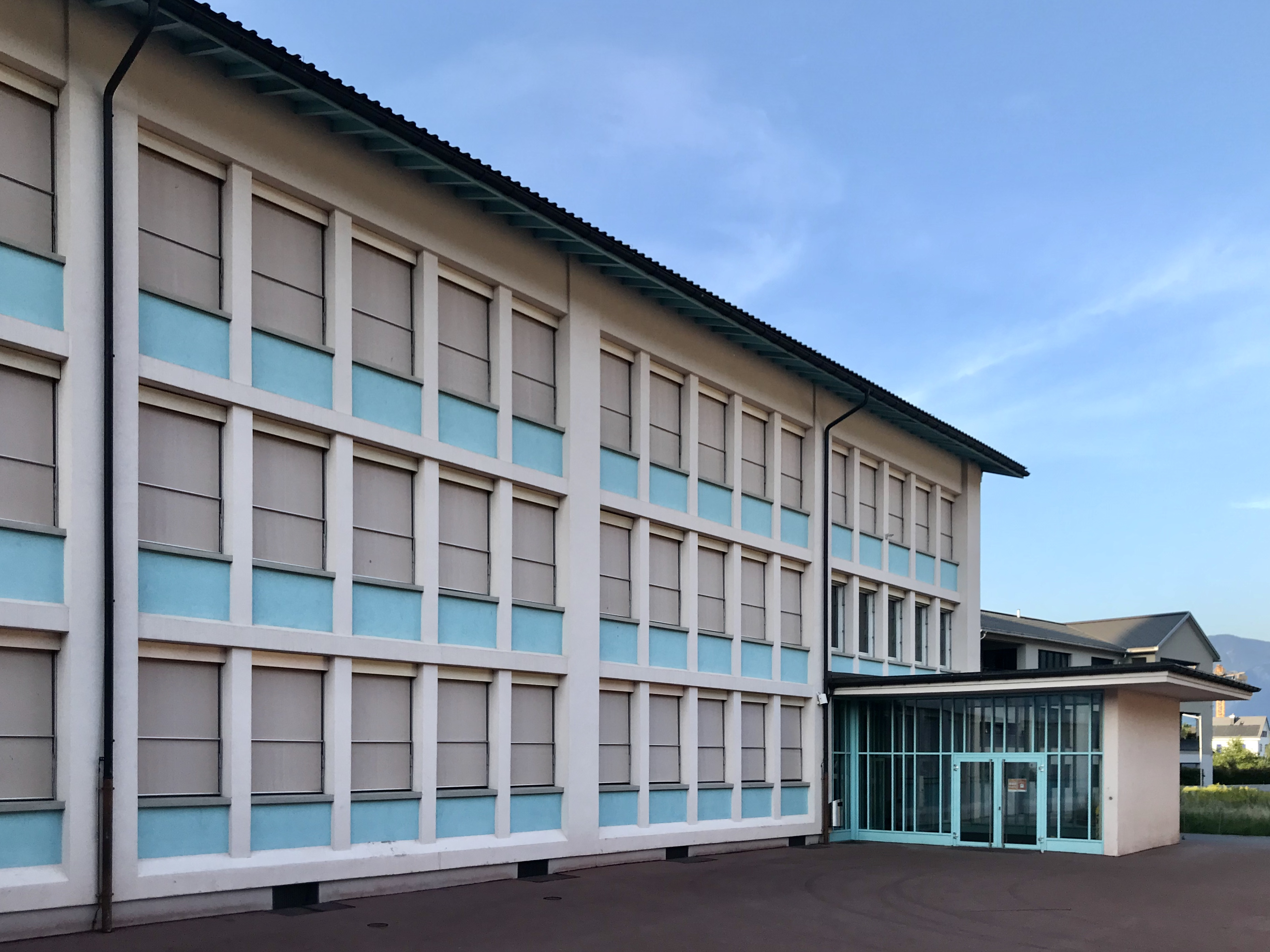
Schulhaus

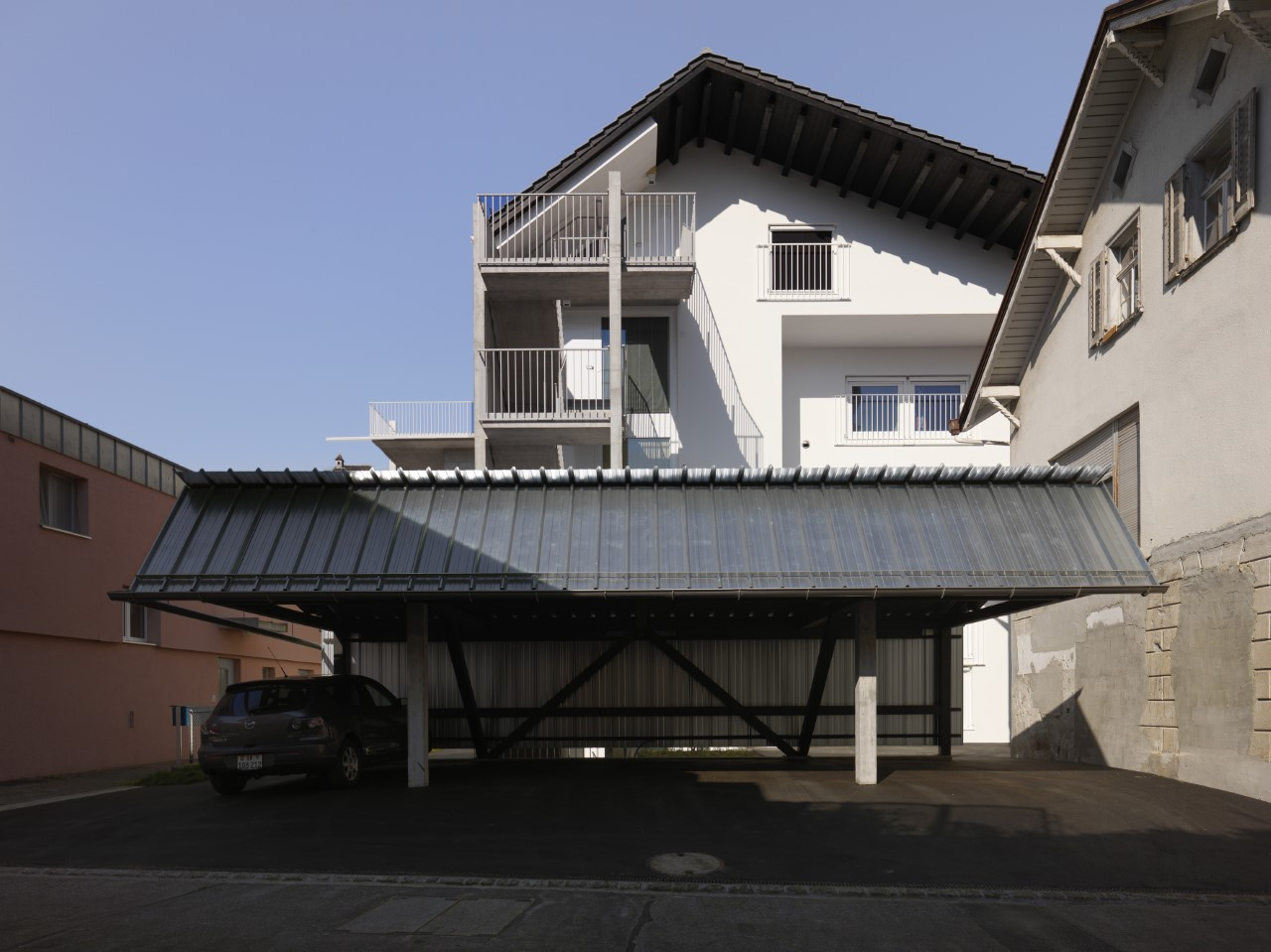
Mehrfamilienhaus Fravi

- 195?: Schulhaus von Cyrill A. von Planta
- 1983: Gemeindezentrum Tircal von Rudolf Fontana
- 2003: Neugestaltung Dorfplatz von Gioni Signorell
- 2016: Mehrfamilienhaus Fravi von Raphael Zuber